# Àixraf Alí Khan
Àixraf Alí Khan (Delhi, 1727 - Azimabad, 1772/1773) fou un príncep i poeta indi, germà de llet de l'emperador mogol Ahmad Xah Bahadur (1748-1754), fill de Mirza Alí Khan Nukta, cortesà de Muhàmmad Xah i nebot d'Iraj Khan, nazim (governador) de Murshidabad (per Àhmad Xah). Va escriure poesies en urdú i persa amb el pseudònim Fughan o Fighan. Va rebre del seu germà de llet el títol de Zarif-al-Mulk Kokaltaix-Khan Bahadur (1754). Va morir a Azimabad el 1772/1773. El seu diwan fou publicat a Karachi el 1950.